# デージオ
デージオ（伊: Desio）は、イタリア共和国ロンバルディア州モンツァ・エ・ブリアンツァ県にある、人口約42,000人の基礎自治体（コムーネ）。モンツァ、リッソーネ、セレーニョに次ぎ、県内第4位のコムーネ人口を有する。

## 地理

### 位置・広がり
モンツァ・エ・ブリアンツァ県西部に位置するコムーネで、県都モンツァから北西へ約6km、州都ミラノから北へ約17km、コモから南南東へ約23kmの距離にある。

#### 隣接コムーネ

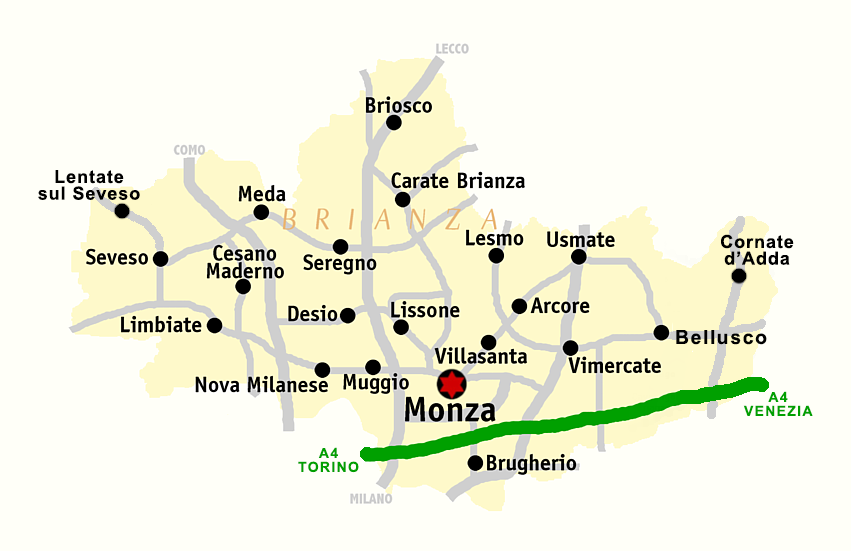
モンツァ・エ・ブリアンツァ県概略図

隣接するコムーネは以下の通り。
- セレーニョ - 北
- リッソーネ - 東
- ムッジョ - 南東
- ノーヴァ・ミラネーゼ - 南
- ヴァレード - 南西
- ボヴィージオ＝マシャーゴ - 西
- チェザーノ・マデルノ - 北西

### 気候分類・地震分類
気候分類では、zona E, 2447 GGに分類される。
また、イタリアの地震リスク階級 (it) では、zona 3 (sismicità bassa) に分類される。

## 歴史
1277年、ミラノの支配を巡るデッラ・トッレ家とヴィスコンティ家の戦いの舞台となった (Battle of Desio) 。
1924年、勅令により都市（Città）の格が認められた。

## 行政

### 分離集落
デージオには、以下の分離集落（フラツィオーネ）がある。
- San Carlo, San Giorgio, San Giuseppe, San Vincenzo

## 文化・観光
18世紀に建設されたヴィッラ、Villa Cusani Tittoni Traversi や、19世紀のTorre dei Palagi が見所である。
- Villa Tittoni Traversi
- Torre dei Palagi
- ピウス11世の生家

## 交通

### 鉄道

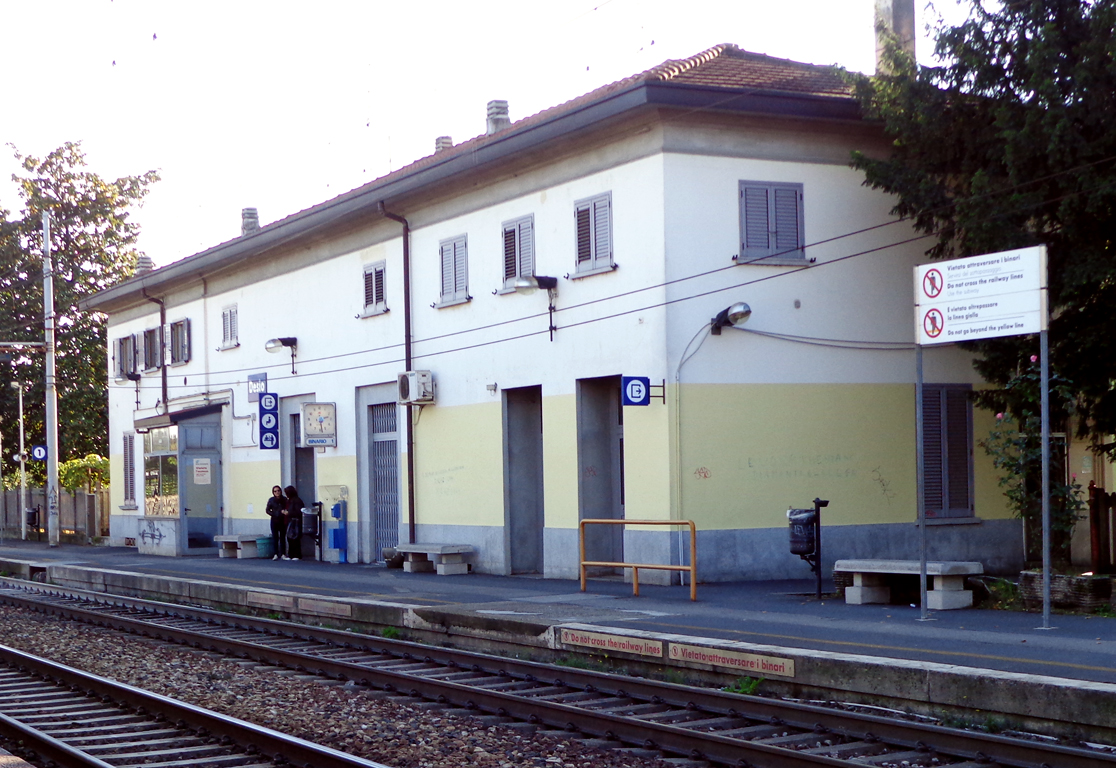
デージオ駅（2012年）

ミラノ＝キアッソ線 (Milan–Chiasso railway) にデージオ駅 (Desio railway station) があり、ミラノ近郊鉄道に組み込まれている。
かつてはミラノ市内と北のカラーテ・ブリアンツァやジュッサーノを結ぶトラム (Tranvia Milano-Carate/Giussano) が走っており、21世紀に入って以後もテージオ以南の区間が残されていたが、2011年に廃止された。

## 人物

### 著名な出身者

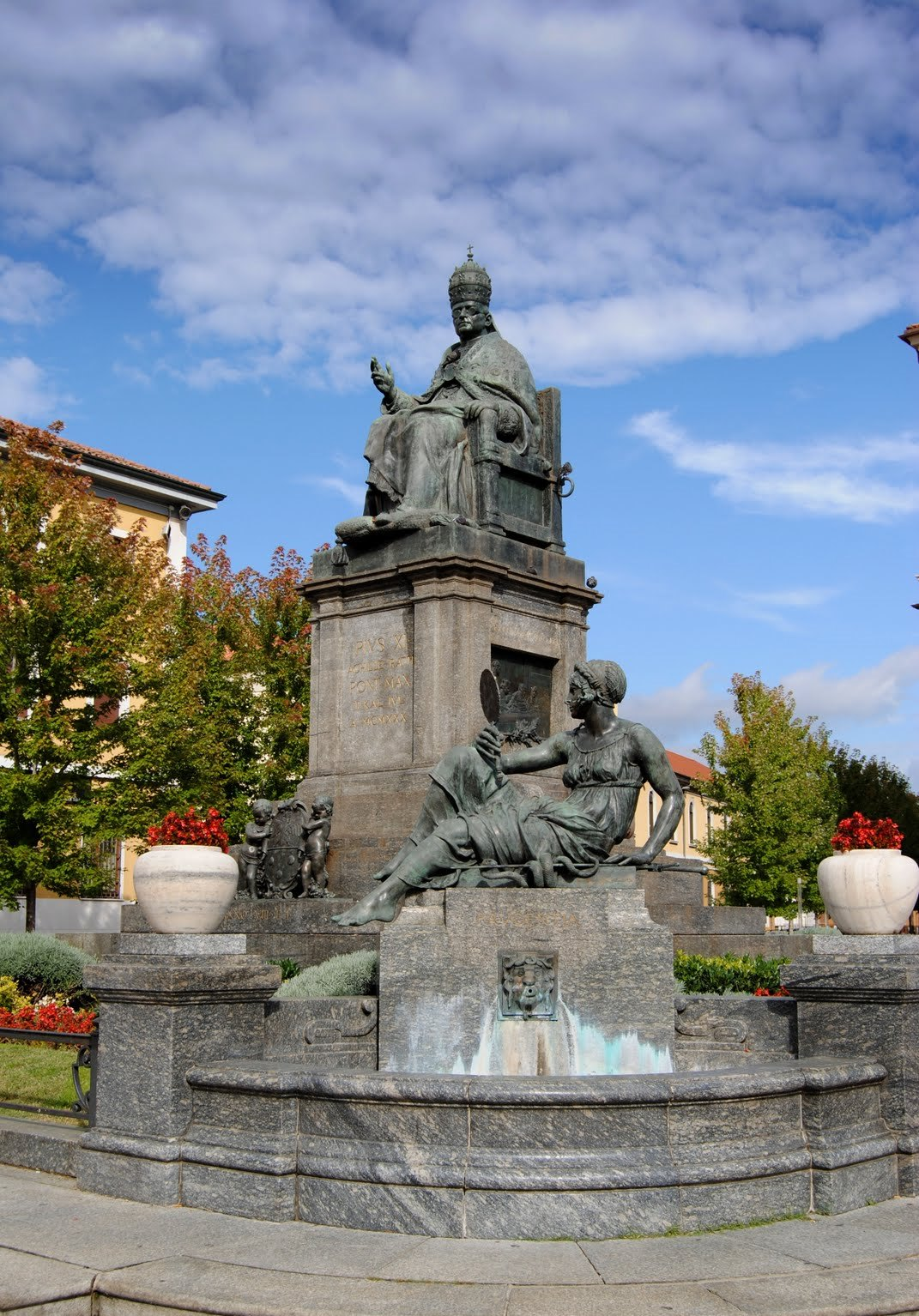
ピウス11世像

- ピウス11世 - 20世紀前期のローマ教皇。
- ルイジ・ジュッサーニ（英語版） - カトリック聖職者。「コムニオーネ・エ・リベラツィオーネ（英語版）」創設者
- ルイジ・アリエンティ（英語版） - 自転車競技選手。
- ヴィト・マンノーネ - サッカー選手。
- ルカ・カルディローラ - サッカー選手。